# Orobanche ludoviciana
Pour les articles homonymes, voir Orobanche et Ludoviciana.
Espèce
Orobanche ludoviciana est une plante de la famille des Orobanchaceae, originaire de l'ouest des États-Unis, et du Mexique.

## Description morphologique

### Appareil végétatif
Cette plante herbacée haute de 10 à 50 cm possède des tiges pourpres, épaisses et écailleuses, qui poussent isolées ou en paquets. L'aspect écailleux est lié au fait que les feuilles, très réduites et non chlorophylliennes, sont collées à la tige sous la forme d'écailles.

### Appareil reproducteur
La floraison a lieu de mars à septembre.
Les fleurs, pourpres ou jaunâtres, apparaissent à l'aisselle de bractées, selon une symétrie bilatérale. La corolle mesure entre 1 et 4 cm de longueur. Elle est soudée en un tube se finissant en deux lèvres davantage colorées ; celle du haut est formée de deux lobes et légèrement redressée, celle du bas est formée de trois lobes.
Le fruit est une capsule, sur laquelle le style est le plus souvent encore présent.

## Mode de vie
Comme toutes les orobanches, Orobanche ludoviciana est une plante parasite. Cette espèce parasite les racines de certaines espèces d'Astéracées, telle que la Grande herbe à poux, ou de Solanacées, notamment des espèces cultivées telles que le tabac (Nicotiana tabacum) ou la tomate (Lycopersicum esculentum).

## Répartition et habitat
En association avec sa plante hôte, on peut la trouver dans les prairies, zones incultes et déserts de l'ouest des États-Unis et du Mexique, de l'État de Washington jusqu'au Mexique. Son aire de répartition s'étend, vers l'ouest, jusqu'au Texas, l'Oklahoma et le Wyoming.